# Brut (champagne)
Brut is een aanduiding voor een droge champagne. De term is door de Franse wet beschermd. Champagne wordt na de dégorgement gezoet met suiker of rietsuiker die in de liqueur d'expédition is opgelost. Die "dosage" wordt uitgedrukt in grammen suiker per liter. Brut duidt op een dosage van minder dan 12 gram per liter.